# Saint-Laurent-le-Minier
Saint-Laurent-le-Minier è un comune francese di 374 abitanti situato nel dipartimento del Gard, nella regione dell'Occitania.

## Società

### Evoluzione demografica
Abitanti censiti